# Tymofiej Cieciura

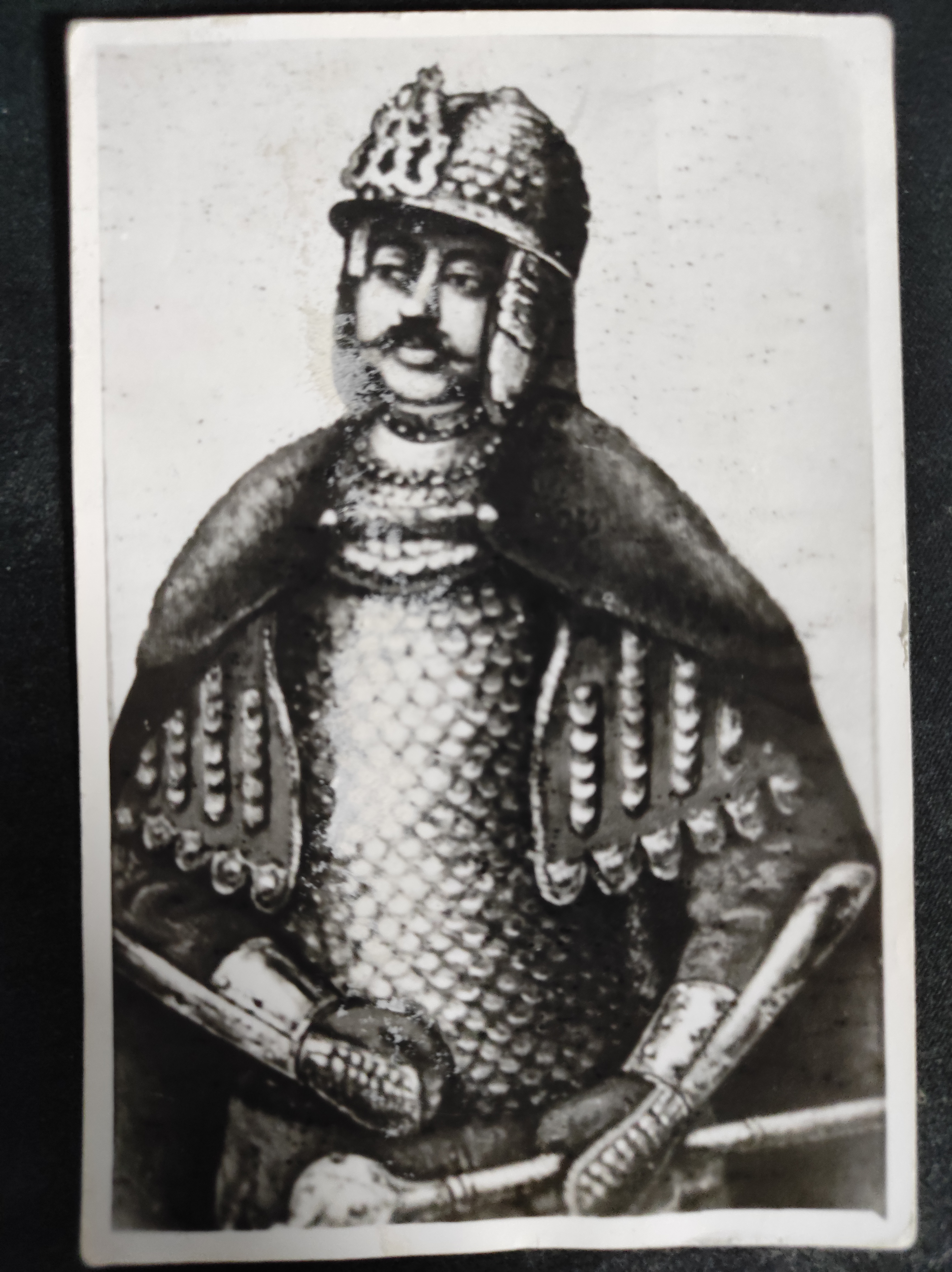
Tymoteusz Cieciura, zdjęcie jest kopią portretu olejnego znajdującego się w muzeum Armii Radzieckiej w Moskwie.

Tymofiej Cieciura (Ciciura) (zm. po 1669) – kozak zaporoski, pułkownik perejsławski, hetman nakaźny lewobrzeżnej Ukrainy.

## Życiorys
Data urodzenia i pochodzenie społeczne nieznane. Był długoletnim członkiem rady kozackiej, należał do grona najbliższych współpracowników Bohdana Chmielnickiego, był jego osobistym doradcą. Analfabeta i Człek niespokojny i bezbożny. Po śmierci Chmielnickiego należał do zwolenników hetmana Wyhowskiego, pod którego komendą wziął udział w wojnie z polsko-rosyjskiej. W kampanii roku 1658 w marcu walczył w bitwie pod Dykańką, szczególnie odznaczył się w maju, podczas obleżenia Połtawy. Wyhowski wykorzystywał także jego zdolności dyplomatyczne, m.in. prowadził rozmowy z posłem carskim B.Kikinem. W lutym i marcu 1659 wziął udział w wyprawie Wyhowskiego przeciwko wojskom rosyjskim dowodzonym przez Romodonawskiego i Trubeckiego. Był uczestnikiem obleżenia Mirhorodu i Łochwicy i bitwy pod tym miastem.
W czasie sejmu 1659 został nobiltowany za: rycerskie odwagi godne respektu i słusznej nagrody przypuszczony do szlacheckiego w tej Rzeczypospolitej klejnotu i wszystkich wolności.
W połowie 1659 niewątpliwie pod wpływem Rosji, która wykorzystała jego osobiste ambicje, stanął na czele przeciwników Wyhowskiego, stając się głównym pretendentem do buławy hetmańskiej. Szczególnie aktywnie zaczął działać przeciw Wyhowskiemu w ostatnich dniach sierpnia 1659 w Perejasławiu, otwarcie buntując się przeciw Rzeczypospolitej. Stanął na czele czerni występując przeciw unii hadziackiej. Po rzezi polskiego garnizonu w Niżynie zbuntowało się niemal całe Zadnieprze, zabito m.in. Jerzego Niemirycza i zamordowano w okrutny sposób Daniela Wyhowskiego, brata hetmana. Pod wpływem tych wydarzeń i w obawie przed wybuchem wojny domowej Wyhowski ustąpił. Za zorganizowanie buntu Cieciura został mianowany przez cara hetmanem nakaźnym Ukrainy lewobrzeżnej oraz otrzymał kilkadziesiąt skór sobolich i kilkaset rubli.
Gdy po dymisji Wyhowskiego rada kozacka wybrała hetmanem zaporoskim Jerzego Chmielnickiego, Cieciura niewłasnoręcznie, sygnował wybór nowego hetmana oraz złożył przysięgę wierności. Mimo to nie przestawał być stronnikiem i współpracownikiem dworu moskiewskiego. Pod wpływem Cieciury młody Chmielnicki zmienił front i oddał się pod opiekę cara rosyjskiego.
W 1660 Cieciura doradzał Szeremietiewowi w przygotowaniu wyprawy cudnowskiej, był członkiem wojennej rady rosyjskiej, współautorem planu działań wojennych przeciw Rzeczypospolitej. Podczas narady rosyjskich dowódców w Wasilkowie, przeforsował koncepcję działań zaczepnych przeciw wojskom koronnym. W czasie tej kampanii dowodził korpusem jazdy (20 000), w którego skład wchodziło 6 pułków kozackich. 11 września 1660, gdy prowadził kilkuset osobową awangardę wojsk rosyjskich został zaatakowany przez 2-tysięczny oddział sprzymierzonych z Rzecząpospolitą Tatarów, mimo ciężkich strat zdołał zorganizować tabor i silnym ogniem z broni palnej zmusił ordyńców do odwrotu.
W czasie bitwy pod Cudnowem w porozumieniu z Jerzym Chmielnickim i Doroszenką przeszedł z częścią wojsk kozackich na stronę króla polskiego, na skutek nieporozumień stoczył bój z nie uprzedzonymi o jego zamiarach Tatarmi. Został potem oskarżony o złe przygotowanie wyprowadzenia wojsk zaporoskich z obozu rosyjskiego, aresztowano go i osadzono w Krakowie. W 1661, dzięki interwencji hetmanów koronnych Rewery Potockiego i Jerzego Lubomirskiego odzyskał wolność oraz darowanie win.
Po powrocie na Ukrainę wziął udział w wyprawie Chmielnickiego na Zadnieprze. W listopadzie 1661 w Irklejewie dostał się do niewoli rosyjskiej, skąd trafił do Moskwy. W tym czasie rozpowszechniano na Ukrainie wieść jakoby zginął tam okrutną śmiercią w 1662. Jednak został skazany na katorgę i resztę życia spędził w Tomsku na Syberii. Żył jeszcze w 1669.